# Extorsió sexual
| "Special Agent Nickolas Savage discusses "sextortion" and the dangers kids face online."                                                                                        |
| |
| A speech by Federal Bureau of Investigation Special Agent Nickolas Savage on "sextortion" (extorting sexual images) and other hazards that children using the internet may face |
| |

L'extorsió sexual (també es fa servir en anglès, sextortion) és una forma d'explotació sexual que empra formes no físiques de coacció per aconseguir favors sexuals de la víctima. Fa referència a aquelles explotacions sexuals en què l'abús de poder o l'amenaça de la publicació d'informació o imatges sexuals són el mitjà de coacció.
L'extorsió sexual també és una forma de corrupció en què una part amb poder (com ara oficials del Govern, jutges, professors, empresaris, persones de més edat etc.) busca favors sexuals a canvi de concedir o aturar quelcom sota la seva autoritat. Aquests abusos de poder poden ser, per exemple: oficials del govern que demanen favors sexuals per obtenir llicències o permisos; professors que posen bones notes a canvi de sexe amb estudiants; o empresaris que proporcionen favors sexuals amb la condició d'obtenir una feina o ascens.
L'extorsió sexual també és una forma de xantatge sexual en què s'utilitzen informacions o imatges sexuals per aconseguir favors sexuals de la víctima. Normalment, les fonts del material sexual són les xarxes socials i els missatges de text, i qui coacciona amenaça de fer públics aquests materials sexuals. Aquest tipus d'extorsió sexual sovint es dona amb amenaces de fer públiques imatges de la persona nua que havia compartir per internet fent sexting. Més tard, aquestes persones fins i tot poden ser coaccionades a realitzar actes sexuals amb la persona que extorsiona o a actuar dins àmbits pornogràfics.

## Història
Els primers usos del terme anglès sextortion apareixen a Califòrnia durant els anys 50.
L'any 2009, l'Associació Internacional de Jutges de Dones (IAWJ), juntament amb l'Associació de Dones Jutges de Bòsnia i Hercegovina, les Dones Filipines Jutja Associació, i les Dones de Tanzània Jutja Associació, i amb finançament del Govern dels països Baixos, va llançar un programa de tres anys anomenat "Stopping the Abuse of Power through Sexual Exploitation: Naming, Shaming, and Ending Sextortion (Aturant l'Abús de poder a través de l'Explotació Sexual: Anomenar, Avergonyir i Aturar l'Extorsió Sexual)." També es van fer presentacions sobre l'extorsió sexual pels jutges que el 2010 i el 2012 van assistir a les Conferències Mundials Biennals del IAWJ i a diverses ONG, i el 2011 i el 2012 a les reunions de la Comissió de l'ONU sobre l'Estat de les Dones.
A Andorra es van trobar múltiples casos d'extorsió sexual utilitzant les xarxes socials d'Internet el 2015.

## Casos
Els casos d'extorsió sexual han estat perseguits sota diversos estatuts criminals, incloent-hi l'extorsió, el suborn, la ruptura de confiança, la corrupció, la coerció sexual, l'explotació sexual, l'agressió sexual, la pornografia infantil, i la pirateria informàtica i l'escolta telefònica.